# Van Beneden Cap
Van Beneden Cap är en udde i Antarktis. Den ligger i Västantarktis. Argentina, Chile och Storbritannien gör anspråk på området.
Terrängen inåt land är varierad. Havet är nära Van Beneden Cap åt sydväst. Trakten är glest befolkad. Närmaste befolkade plats är Gonzalez Videla Station, 9,7 kilometer sydväst om Van Beneden Cap. 